# Sønder Vium
Sønder Vium is een plaats in de Deense regio Midden-Jutland, gemeente Ringkøbing-Skjern. De plaats telt 231 inwoners (2008). Het dorp ligt aan de opgeheven spoorlijn tussen Nørre Nebel en Tarm. Het stationsgebouw is bewaard gebleven.